# 34323 Williamrose
34323 Williamrose este o planetă minoră (asteroid), cu un diametru de 5,347 km, din centura de asteroizi. A fost descoperită pe 29 august 2000 la Experimental Test Site⁠(d) de Lincoln Near-Earth Asteroid Research. 
Obiectul prezintă o orbită caracterizată de o semiaxă mare de 2,4132266 UAi, o excentricitate de 0,12, o înclinație de 4,15039 ° în raport cu ecliptica.